# Сукхума

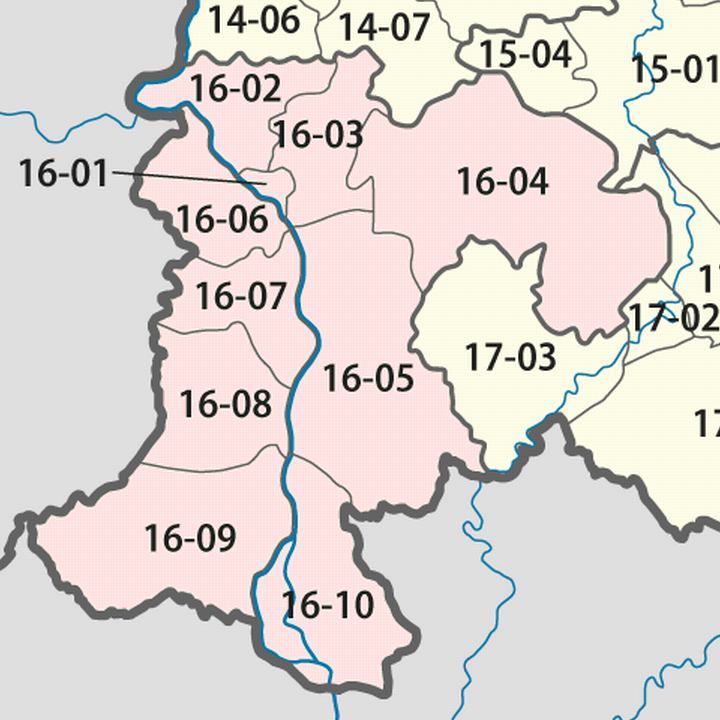
Число 16-08

Сукхума — один з районів (лаос. ເມືອງ муанг) провінції Тямпасак, Лаос.